# Josefina Bengts
Maria Josefina Bengts, född 1 oktober 1875 i Pernå, död där 26 oktober 1925, var en finlandssvensk författare.

## Biografi
Bengts inledde sin författarbana som journalist i såväl den folkbildande föreningen Bildande Nöjens handskrivna tidning som i dagstidningen Östra Nyland. Hon debuterade med novellsamlingen I nyländska stugor (1902) och som dramatiker med lustspelen De' va' sjutton (1917) och När Stampens Maja va ti huvustan (1917). Som hennes främsta brukar romanen Fäderna (1921) räknas, för vilken hon tilldelades Svenska Litteratursällskapets pris. 
Författarskapet kännetecknas av mustiga folklivsskildringar och ofta är dialogen skriven på Pernå-dialekt.
År 1971 utgavs Bengts dagboksanteckningar under titeln Striden om Hardom. Under 2000-talet har Bengts författarskap uppmärksammats i ett par artiklar.